# Неохоропуло (дем Янина)
Вижте пояснителната страница за други значения на Неохоропуло.
Неохоро̀пуло (на гръцки: Νεοχωρόπουλο, катаревуса: Νεοχωρόπουλον, Неохоропулон) е село в Северозападна Гърция, дем Янина, област Епир. Според преброяването от 2001 година населението му е 1106 души.

## География
Селото е разположено в Янинската котловина на 5 километра южно от град Янина и на практика е негово предградие.